# Eutimesius ornatus
Eutimesius ornatus is een hooiwagen uit de familie Stygnidae.